# Rudolf I. (Burgund)

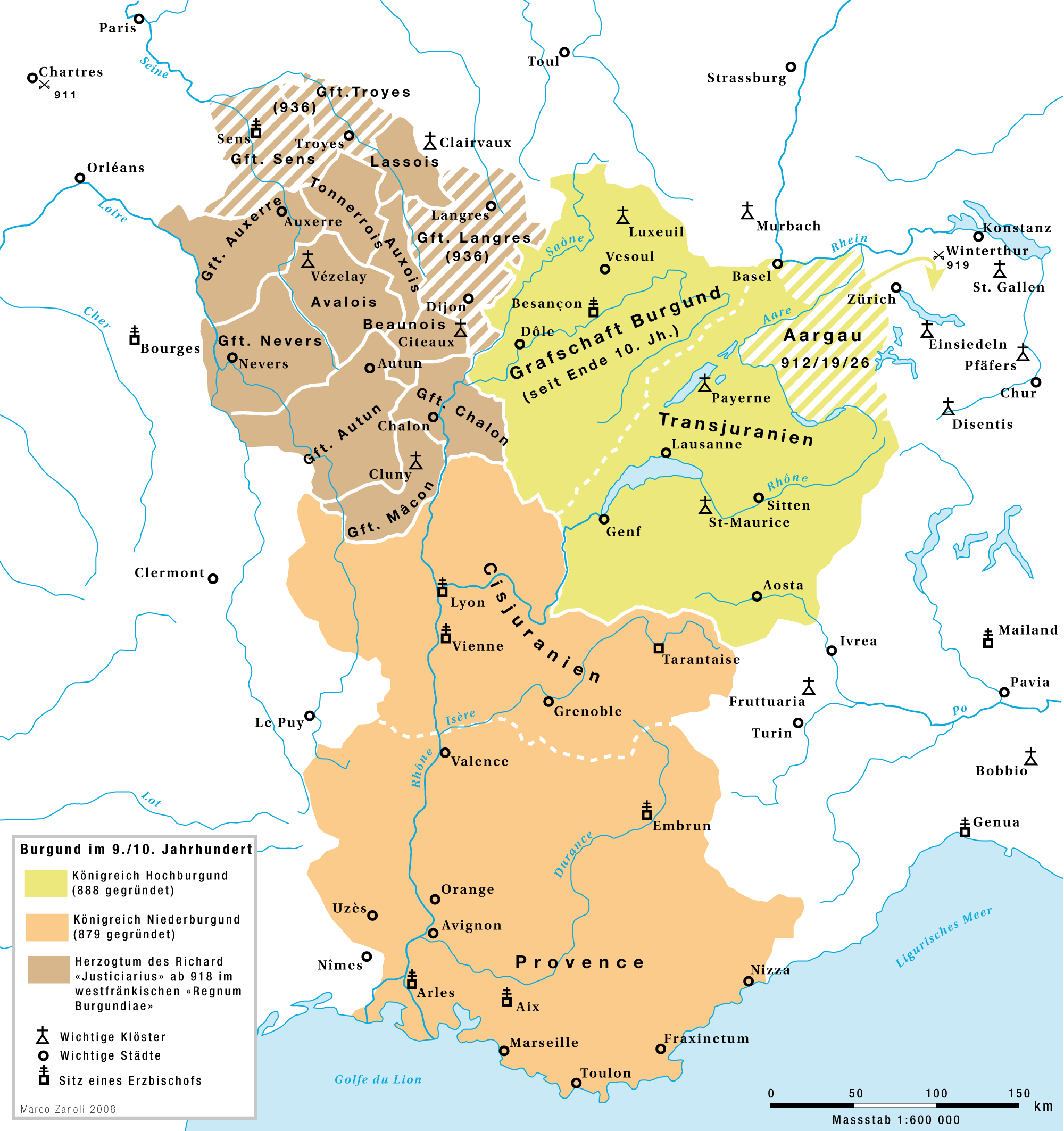
Die Königreiche Hoch- und Niederburgund sowie das Herzogtum Burgund im 9./10. Jahrhundert

Rudolf I. († 25. Oktober 912) war König von Hochburgund (Transjurana) von 888 bis 912.
Rudolf entstammt dem burgundischen Zweig der Welfen und war der Sohn des Grafen Konrad von Auxerre.
Nach der Absetzung des Ostfränkischen Königs Karl des Dicken zerfiel dessen Reich, und auf dem Boden seiner burgundischen Landesteile ließ sich Rudolf, der seit 872 hier als Markgraf von Transjuranien regierte, 888 in Saint-Maurice-d'Agaune von den Großen zum König von Burgund ausrufen und wurde auch von Kaiser Arnulf von Kärnten anerkannt. Er starb nach einer friedlichen Regierungszeit.
Das von ihm begründete Hochburgund umfasste die spätere Freigrafschaft Burgund, die Westschweiz, Basel, das Wallis, Aosta und Teile der Zentralschweiz.
Er war verheiratet mit Willa von Burgund, wohl einer Tochter des Boso von Vienne, des Königs von Niederburgund (Cisjuranien), mit der er vier Kinder hatte:
- Rudolf II. († 11. Juli 937) 912 König von Burgund, 912/925 König von Italien, begraben in Saint-Maurice, ⚭ wohl 922 Bertha von Schwaben († nach 2. Januar 966) Tochter des Burchard II. Herzog von Schwaben (Burchardinger)
- Ludwig, 920/929 Graf im Thurgau, ⚭ Edgifa, Tochter des Königs Eduard der Ältere von England
- Waldrada, ⚭ zwischen 921 und 17. Juli 923 Bonifacius Herzog und Markgraf von Spoleto († Juli/Dezember 953)
- Judith, 929

Willa heiratete 912 in zweiter Ehe den Grafen Hugo von Vienne, der 924 König von Niederburgund und 926 als Hugo I. König von Italien wurde.